# Lasioglossum bouyssoui
Lasioglossum bouyssoui är en biart som först beskrevs av Joseph Vachal 1903.  Lasioglossum bouyssoui ingår i släktet smalbin, och familjen vägbin. Inga underarter finns listade i Catalogue of Life.